# Prairie du Long Township
Prairie du Long Township est un township du comté de Saint Clair dans l'Illinois, aux États-Unis,. En 2010, le township comptait une population de 6 718 habitants.

## Source de la traduction
- (en) Cet article est partiellement ou en totalité issu de l’article de Wikipédia en anglais intitulé « Prairie du Long Township, St. Clair County, Illinois » (voir la liste des auteurs).